# Кротков, Фёдор Григорьевич
Фёдор Григо́рьевич Кро́тков (16 [28] февраля 1896 — 20 ноября 1983) — советский гигиенист, один из основоположников военной и радиационной гигиены в СССР, академик АМН СССР, доктор медицинских наук, профессор, генерал-майор медицинской службы. Герой Социалистического Труда (1966), лауреат Государственной премии СССР (1981).

## Биография
Родился в селе Мосолово Спасского уезда Рязанской губернии.
Член РКП(б) с 1919 года. С 13 лет работал на аптекарском складе уездного земства.
Участвовал в Первой мировой войне, был рядовым, прапорщиком и командиром взвода. В 1917 году был избран членом полкового комитета. С 1918 года возглавлял отдел здравоохранения в Спасском уезде Рязанской губернии.
С 1919 года участвовал в Гражданской войне в качестве комиссара армейских и фронтовых военно-медицинских учреждений на Восточном фронте, на Северном Кавказе и Украине. Последующую службу в РККА совмещал с учёбой на медицинском факультете Харьковского университета, а с 1924 года — в Военно-медицинской академии, которую окончил в 1926 году.
После окончания учёбы остался в академии, сначала в качестве младшего преподавателя, затем стал старшим преподавателем на кафедре общей и военной гигиены (под руководством Г. В. Хлопина окончил аспирантуру), с 1931 года — начальник кафедры военной гигиены. Соавтор первого в СССР «Руководства по военной гигиене» (1933).
С 1935 года возглавлял Институт авиационной медицины имени И. П. Павлова, с 1937 года — отдел Научно-исследовательского испытательного санитарного института РККА (1937—1942), одновременно был профессором кафедры военной гигиены и эпидемиологии Центрального института усовершенствования врачей, а с 1947 года — начальником кафедры военной и радиационной гигиены военного факультета того же института.
В период Великой Отечественной войны — главный гигиенист Красной Армии. В 1944 году по его инициативе был создан Институт питания Красной Армии, который он возглавлял до 1946 года. Опыт гигиенического обеспечения войск в Великой Отечественной войне был обобщён им в 33-м томе «Опыта советской медицины в Великой Отечественной войне 1941—1945 гг.». Важное значение имели его работы, опубликованные в период войны: «Водоснабжение войск в полевой обстановке» (1942), «Витамины в питании войск» (1942), «Советская гигиена в Отечественную войну» (1944), «Профилактика авитаминозов в войсках и Военно-Морском Флоте» (1944).
Кротковым были сформулированы основные принципы военной гигиены и санитарно-гигиенического обеспечения войск.

- Сохранение боеспособности войск достигается путём своевременного проведения комплекса основных санитарно-гигиенических мероприятий.
- Санитарно-гигиенические мероприятия, должны быть регламентированы воинскими уставами и наставлениями. К их осуществлению необходимо привлекать все звенья медицинской службы, командование, службы материально-бытового обеспечения и весь личный состав в соответствии с конкретными обязанностями, определенными уставами и наставлениями.
- Для квалифицированного проведения санитарно-гигиенического обеспечения войск в составе медицинской службы Вооруженных Сил должна быть специальная гигиеническая организация.
- Санитарно-эпидемиологическая служба Вооруженных Сил должна быть оснащена специальным табельным лабораторным оборудованием, имуществом и подвижной техникой, приспособленной к использованию в полевых условиях.
- Военная гигиена должна базироваться на достижениях гигиенической науки и военной медицины. Научная организация санитарно-гигиенического обеспечения войск является непременным условием успешного решения практических задач военной гигиены

10 октября 1943 года Кроткову было присвоено воинское звание генерал-майор медицинской службы.
С 1946 года по 1947 год работал заместителем министра здравоохранения СССР, возглавлял санитарно-эпидемическую службу страны.
В 1946 году возглавлял советскую делегацию на Международной конференции по здравоохранению в Нью-Йорке, которая разработала и приняла Устав Всемирной организации здравоохранения. С 1944 года по 1950 год — академик-секретарь Отделения гигиены, эпидемиологии и микробиологии АМН СССР, а с 1954 года по 1958 год — вице-президент АМН СССР.
С 1957 году в отставке.
До 1976 года — заведующий вновь созданной кафедры радиационной гигиены при Центральном институте усовершенствования врачей.

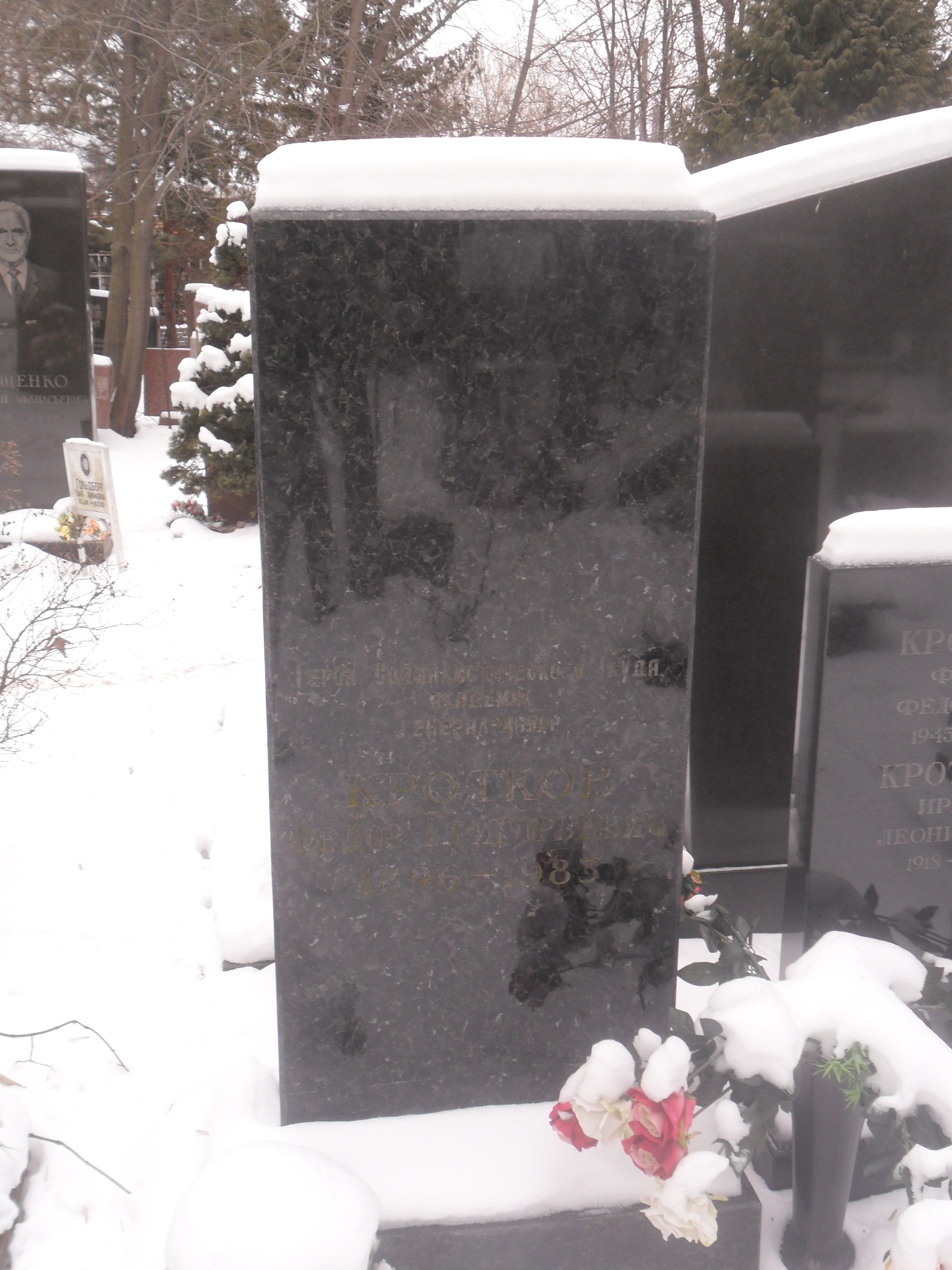
Могила Кроткова на Кунцевском кладбище.

Указом Президиума Верховного Совета СССР от 31 марта 1966 года Кроткову Фёдору Григорьевичу было присвоено звание Героя Социалистического Труда.
Кротков участвовал в работе I и II Женевских конференций по мирному использованию атомной энергии. Большой интерес вызвал его доклад на III Женевской конференции в 1964 году на тему «Пути решения проблемы санитарной охраны внешней среды от загрязнения радиоактивными отходами в Советском Союзе». В том же году на Международном конгрессе по радиационной защите он выступал с докладом «Принципы охраны труда при работе с ионизирующими излучениями».
Кротковым был написан учебник «Радиационная гигиена» и учебное пособие на ту же тему, в которых освещены гигиенические проблемы защиты от ядерного оружия, охраны окружающей среды от загрязнения радионуклидами, удаления и захоронения радиоактивных отходов, профилактики радиационных аварий, радиационной безопасности пациентов и медицинского персонала. Кроме того, он опубликовал более 200 научных работ, в том числе 30 учебников и монографий, посвящённых различным проблемам общей, военной, радиационной гигиены и гигиены питания. Он был председателем Всесоюзного научного общества гигиенистов (с 1957 года), членом комитета экспертов Всемирной организации здравоохранения по радиационной защите (с 1962 года).
Жил в Москве. Умер 20 ноября 1983 года. Похоронен на Кунцевском кладбище.
Имя присвоено кафедре радиационной гигиены Российской медицинской академии непрерывного профессионального образования.

## Награды
- Медаль «Серп и Молот»
- Три ордена Ленина
- Орден Октябрьской Революции
- Два ордена Красного Знамени
- Орден Отечественной войны I степени
- Орден Трудового Красного Знамени
- Орден Красной Звезды
- Орден «Знак Почёта»
- Государственная премия СССР (1981 год)
- другие награды